# Mindröl Hutuktu
Mindröl Hutuktu (tib. Smin grol ho thog thu; Smin grol sprul sku; Smin-grol No-mon-han; chin. Minzhu'er hutuketu 敏珠爾呼圖克圖 / 敏珠尔呼图克图 bzw. Minzhu'er huofo 敏珠尔活佛 „Mindröl Lebender Buddha“ oder Mindröl Nomun Khan, sMin-grol No-mon-han oder Tsenpo Nomon Han (btsan po no mon han) usw.) ist eine Inkarnationslinie der Gelug-Schule des tibetischen Buddhismus. Traditioneller Sitz der Mindröl-Kuutuktus ist das 1649 gegründete Kloster Tsenpo Gön oder Serkog-Kloster im Autonomen Kreis Datong der Hui nördlich von Xining in Qinghai (Amdo), die Vertreter dieser Inkarnationsreihe stellen die Äbte des Klosters. In der Zeit der Qing-Dynastie residierte der Mindröl Hutuktu in der Hauptstadt Peking. Der 6. und 7. Mindröl Hutuktu wurden durch Losziehung aus der Goldenen Urne ermittelt.
Der erste Mindröl Hutuktu war ein Mongole aus dem heutigen Kreis Haiyan im Autonomen Bezirk Haibei der Tibeter in Qinghai. Die vierte der Tsenpo-Nomon-Han-Inkarnationen, Lama Tsenpo (bla ma btsan po; 1789–1838), ist der Autor der berühmten tibetischen Geographie dzam gling chen po'i rgyas bshad snod bcud kun gsal me long.
Der jetzige 9. Vertreter ist Lobsang Pelden Yeshe.

## Liste der Mindröl Hutuktus
1. Thrinle Lhündrub (chin. Chenglie Longzhi 成列龙智, Chilie Longzhu 赤烈龙珠 oder Chilie Lunzhu 赤列伦珠) (1622–1699)
2. Lobsang Tendzin Gyatsho (chin. Luosang Danzeng Jiacuo 罗桑丹增嘉措) (1700–1736)
3. Ngawang Thrinle Gyatsho (chin. Awang Chilie Jiacuo 阿旺赤列嘉措 oder Chilie Jiacuo 赤列嘉措) (1737–1785)
4. Jampel Chökyi Tendzin Thrinle ('jam dpal chos kyi bstan 'dzin 'phrin las; Jiangbai Queji Danzeng Chilie 绛白却吉丹增赤列, chin. Jiahua Queji Danzeng Chilie 嘉华却吉丹增赤列 oder 绛贝却吉丹增赤列) (1789–1838)
5. Kelsang Thubten Thrinle Gyatsho (chin. Gasang Tudeng Chilie Jiacuo 噶桑土登赤列嘉措 oder Gasang Tudeng Chilie Jiacuo 噶桑图登赤列嘉措) (1839–1881)
6. Eke (chin. Gedeng Chenglie Darijie 格登成列达日杰 oder Eke 俄科) (1883–1904)
7. Lobsang Ngawang Thrinle Lharje (chin. Luosang Awang Chenglie Lajie 洛桑阿旺成列拉杰 oder Duojiejia 多杰加, Duojie Zhabu 多杰扎布) (1905–1937)
8. Lobsang? Thrinle Nyima (chin. Luosang Ou'ang Chenglie Nima 洛桑欧昂成列尼玛) (1939–1962)
9. Lobsang Pelden Yeshe (blo bzang dpal ldan ye shes; chin. Luosang Huadan Yixi 洛桑•华旦依西) (1981–)